# Rayman 3: Hoodlum Havoc
Rayman 3: Hoodlum Havoc es un videojuego diseñado y publicado por Ubisoft para PlayStation 2, GameCube, Xbox, N-Gage, PC, Apple Macintosh, Teléfono Móvil y GBA. Es el único juego de Rayman hasta la fecha en que Michel Ancel no ha trabajado. El juego contiene más sarcasmo y humor negro que los anteriores. En 2012, una versión se lanzó en alta definición para PlayStation Network y Xbox Live Arcade con el nombre "Rayman 3 HD".
El juego (en sus versiones de GameCube, Xbox y PlayStation 2) está disponible en distintos idiomas, dando cinco idiomas a elegir para el audio y el texto. La versión para GameCube contiene extras y bonos exclusivos, aprovechándose de la conexión con la versión del juego para Game Boy Advance y la consola en sí, tales como niveles nuevos, minijuegos, etc.

## Historia
Un día, un Lum Rojo llamado André se transformó en un Dark Lum, una pequeña bola peluda y rabiosa. Su intención era conquistar el mundo y tras transformar a otros Lums Rojos en Dark Lums, se unieron para formar un ser resultado de la unión de los Dark Lums y pelo de animal, formando así los Hoodlums, llenando el mundo de terror y caos.
Con el tiempo, los Hoodlums se fueron apoderando del bosque, y poco a poco del resto del mundo. Después de llegar a la entrada del Concilio de las Hadas, Rayman y Murphy descubren a Globox escondido en un barril. Después de que Rayman saque a su amigo de allí y este le devuelva sus manos (las cuales le quita accidentalmente en la introducción del juego), André y algunos de sus soldados se unen a ellos y empiezan a darles caza, lo que le da mucho miedo a Globox y este huye. Rayman y Murphy se dan cuentan de los malvados planes de André: corromper el Corazón del Mundo para que pueda crear esa misma energía en un ejército de Hoodlums.
Luego, en una pelea, Rayman le quita su ropa de combate a André, quien vuelve a su estado de Dark Lum. Más tarde, André llega las puertas del Corazón del Mundo, pero Globox estaba en medio. Viendo venir a André este se asusta y en un grito de desesperación se lo traga por accidente. Sin embargo, en la sala del Corazón del Mundo, los Diminutos descubren que André no ha muerto, simplemente está atrapado en el estómago de Globox, por lo que es demasiado arriesgado mantenerlo cerca del Corazón. Ahora corresponde a Rayman encontrar un médico para librar a André.
A lo largo del camino, Rayman se reúne con tres médicos: Otto, Romeo, y Art Rytus (o Gonzo). Ninguno de los tres logra deshacerse de André, pero al juntarse logran una terapia donde se deshacen de él inmediatamente, saliendo enfadado y con sed de conquista. Ahora André, sin alternativa, se junta con Reflux, un ser con quien Rayman tuvo un duelo para demostrar su valor frente al Rey Knaaren, donde salió derrotado después de haber sido invicto durante mucho tiempo. André quiere que Reflux robe el cetro del Rey Knaaren para invocar al Leptys, conseguir un poder ilimitado y así, hambrientos de poder y desesperados por deshacerse de Rayman, los dos deciden asociarse y conseguir su objetivo: Matar a Rayman.
Al final, Rayman termina por destruir a Reflux y a André, a quien convierte en un Lum Rojo nuevamente. Poco después, Rayman y Globox vuelven al mismo lugar en el que se encontraban al principio. Globox comparte su dolor con Rayman sobre el retorno de Andre a un Lum Rojo. Rayman intenta consolarle diciendo que él piensa que realmente no hay manera de traerlo de vuelta. Globox entonces explica que hay que asustar a un Lum Rojo para convertirlo en Dark Lum. En una pérdida de lo que realmente vale asustar a un Lum, Rayman y Globox deciden retomar su descanso. Luego, en una escena flashback, se revela que las propias manos son el auténtico desencadenante de los sucesos del juego, ya que se separan de Rayman (mientras duerme) y asustan a André, transformándolo en Dark Lum.

## Personajes

### Rayman
Protagonista de la saga. Se caracteriza por sus puños voladores y ausencia de extremidades, además de pelo giratorio, a modo de helicóptero. Su mejor amigo es Globox.

### Amigos de Rayman
- Globox: es el gran amigo de Rayman, el cual le acompaña por todo el juego, pero es en ocasiones cobarde. Cuando vio a los Hoodlums llegar al Concilio de las Hadas huyó hacia la entrada del Corazón del Mundo. Cuando encontraron la entrada André abrió la puerta y se encontró con Globox, el cual estaba hablando y por error se tragó a André. Globox quiere que Rayman lo lleve a distintos doctores. Aunque es cobarde, cuando André lo obliga a tomar el zumo de ciruela, se pone ebrio debido a que es alérgico a dicho zumo, haciendo poses de pelea y vacilando, demostrando así ser un ebrio "violento".
- Diminutos: son pequeños seres mágicos que mantienen el orden, aunque se mantienen imposibilitados ya que fueron encerrados en pequeñas jaulas por los Hoodlums. Así que si Rayman los libera de la jaula, a cambio estos le dan cosas extraordinarias como uniformes de combate o simplemente Gemas. Al ser liberados se quieren ir y para eso siempre ponen un pretexto.
- Murphy: es una clase de animal volador parecido a una mosca, con una gran sonrisa. Dueño de un Manual el cual guía a Rayman con cosas lógicas (como "Para saltar Pulsa el botón de Saltar"), además de las groserías que dice acerca del Manual.
- Bo-Peep: es un ser reptil azul que se pone en distintos lados y da puntos al descubrirlo.
- Hibbie Jibbie: es un ser parecido a una mariposa que flota. Al recogerlo sin despertarlo te da puntos.

### Enemigos de Rayman
- André: es un Dark Lum que se propone conquistar el mundo. Permaneció casi todo el juego dentro del estómago de Globox. Cuando salió se unió con Reflux para vengarse de Rayman y de Globox.

Para conquistar el mundo tiene dos planes: destruir el Corazón del Mundo para convertir la energía de este en un ejército Hoodlum y buscar energía suficiente para multiplicarse.
- Hoodlum: es un Dark Lum disfrazado con piel de animal robada. Así era André antes de que Rayman destrozara su traje.
- Hoodblaster: son los más comunes del juego. Tienen trabucos caseros bastante chapuceros (que fabrican ellos mismos con chatarra) y llevan un traje de cuero mal cosido con grandes sombreros de ala ancha.
- Slapdash: Son los enemigos más débiles de todo el juego. Usan un cetro con un puño que pueden lanzar (igual que Rayman). Para derrotarlo, solo necesitas un golpe.
- Hoodstyler: son parecidos a los Hoodblaster, solo que llevan un traje de confederado y no tienen sombrero. Disparan tiros más rápidos y dañinos.
- Hoodmonger: son casi iguales a los Hoodblaster, solo que llevan un traje de color azul, con franjas rojas. Usan trabucos que disparan tres tiros a la vez que se extienden hacia ti en abanico y hacen más daño. Son un poco más difíciles de derrotar.
- Hoodboom: es un Hoodlum especial, ya que lanza cócteles explosivos y hecha humo por la cabeza.
- Stumblebuum: es un Hoodboom que se mueve con de zancos para poder cruzar ríos o zonas pantanosas. Para vencerlos solo se necesita lanzarles un tornado de la Lata Verde y hacer que caiga.
- Hoodo: es un Hoodlum "mago" que se encarga de proteger a sus compañeros y solo aparece cuando su protegido está en peligro. Para derrotarlo debes lanzar un puño al Hoodlum al que protege y luego, cuando Hoodo aparezca, lanzarle un puño. Solo tienes un segundo para golpearlo ya que luego se hace invisible. Cuando derrotas a Hoodo, ya puedes encargarte de su protegido.
- Heckler: es un Hoodlum que está armado completamente. Lleva un trabuco y una coraza especial que hace que solo puedas hacerle daño con el puño de la Lata Roja, además de aplastar a Rayman si se encuentra muy cerca. Aparece pocas veces.
- Spinneroo: es un Hoodlum guardián de varias puertas y pasajes. Su enorme circunferencia y mortal bola de demolición hacen que se vuelva realmente peligroso, pero muy fácil de derrotar desde lejos.
- Grim Keeper: son Hoodlums "difíciles de derrotar" pues se cubren por un enorme escudo. Son los encargados mandar a los Grims a por ti.
- Grims: son pequeños, pero llevan un cóctel explosivo tan grande como ellos. Son lanzados por los Grim Keeper. Se les puede considerar como kamikazes (si te alcanzan, hacen explotar su cóctel y se volatilizan en la explosión con tal de hacerte daño)
- Hoodloon: es un Hoodlum minusválido, ya que no tiene piernas, pero usa unas alas de murciélago para volar y desplazarse.
- Hoodstomper: es un Hoodloon (Hoodlum minusválido), pero en este caso ya no usa alas sino unos grandes "Zancos" para aplastar manejados por lazos atados a sus manos. Solo aparece una vez a modo de "Jefe de nivel", casi al final de la fase del Bosque Hojaclara.
- Hoodstormer: hoodloons que vuelan en pequeños helicópteros personales en la espalda. Son muy molestos ya que disparan muchas veces seguidas y tienen una risa muy aguda y odiosa. Para alcanzarles hay que realizar tiros curvos.
- Armaguidoon: un Hoodloon que usa un avión que dispara misiles. Aparecen en el nivel final.
- Larvicraft: son parecidos a los Hoodstormers (también son Hoodloons), pero vuelan con un jetpack en la espalda y lanzan burbujas que te atrapan y te inmovilizan, dejándote a merced de los disparos sin que puedas esquivarlos. Aparecen pocas veces, pero siempre en pareja.
- Celoche el Artrobaza: es el jefe de la Tierra de los Muertos Furiosos. Es un lanza-tirador que maneja un robot enorme mitad pulpo, mitad Calabaza. Este está capacitado para navegar y bucear en el agua. Para destruirlo se debe esquivar sus misiles y re-dirigirlos hacia él.

### Jefes
- Begoniax: es una bruja que vive en la Ciénaga, es quien adora a Razoff.
- Razoff: es un cazador que vive en la Ciénaga, donde posee un palacio.
- Gumsi: es el niño rey de los Knaaren.
- Reflux: aunque parece que André va a ser el enemigo final con alguna transformación, termina siendo Reflux: Un Knaaren que era el campeón de los suyos en la arena de su tribu. Al ser derrotado por Rayman se deprime. Estando tirado por ahí, llega André y lo tienta para lograr juntos su mayor objetivo: Matar a Rayman.
- Leptys: tal y como se ve en el nivel "el Desierto de los Knaaren", Leptys es el padre del pueblo Knaaren, un poderoso Dios del desierto, que otorga a Rayman el poder de convertir los Dark Lums en Lums Rojos. Reflux roba el bastón de su rey y lo usa para convocar el poder de Leptys y convertirse en un ser más poderoso que obedece a André e intenta destruir a Rayman, siendo el último jefe del juego y cuyo nivel se divide en dos. Primero se enfrenta a Rayman de forma parecida a como lo hizo en la arena de los túneles Knaaren, pero cuando parece que Rayman le ha vencido usa el poder que otorga el bastón del rey incrustándoselo en la espalda, lo cual hace que se vuelva gigantesco y más poderoso. Si Rayman le vuelve a vencer, le crecen alas con las que vuela hasta llegar al cielo donde se encuentra el propio Leptys, el cual (debido a su descomunal tamaño) sirve como escenario de la última batalla entre Rayman y Reflux.

### Poderes
- Vortex (Lata verde): "Puño tornado". Le da a Rayman el poder de los tornados, así como encoger enemigos o girar plataformas con forma de tornillos. Su duración es la 4.ª más corta del juego: 24 segundos
- Heavy Metal Fist (Lata Roja): "Puño de hierro". Es el poder más fuerte del juego y 3.ª más corto: 20 segundos. Te permite golpear enemigos con facilidad disparando tus puños cubiertos por unos guantes metálicos demoledores con los que puedes romper puertas cerradas y acabar con los enemigos con facilidad.
- Lockjaw (Lata Azul): "Garra de hierro". Es el poder que permite a Rayman engancharse de anillas o electrocutar enemigos por medio de unas garras unidas por cadenas a sus puños. Tiene la duración más larga de todo el juego: 57 segundos
- Rocket Shock (Lata Naranja): "Puño misil". Es el poder que le permite a Rayman poder activar interruptores o destruir enemigos que no puede alcanzar gracias a un misil teledirigido que se lanza como si fuera tu puño. Es el 2º poder más corto del juego: 15 segundos.
- Trottle Coper (Lata Amarilla): "Casco-Cóptero". Le permite volar a Rayman sobre lugares altos que no alcanza con su casco equipado con hélices de helicóptero. Su duración es la más corta del juego: 5 segundos, por eso hay muchas en cantidad.

### Niveles
- Nivel 1. El Concilio de las Hadas
- Actos:
- 1.- Vuelo de Murphy
- 2.- Entrada al Concilio
- 3.- Introducción al Concilio
- 4.- André en el Concilio
- 5.- El Corazón del Mundo
- 6.- Así son los 70´s

- Nivel 2. El Bosque Hojaclara
- Actos:
- 7.- El segundo Concilio
- 8.- Campamento Hoodlum
- 9.- Guarida Hoodlum
- 10.- El Hoodstomper
- 11.- Cultura Hippie: Otto toma medidas drásticas
- 12.- El camino roto

- Nivel 3. La Ciénaga
- Actos:
- 13.- Una bella dama
- 14.- El Pantano
- 15.- El Lago
- 16.- Lago Subterráneo
- 17.- La mansión del Sicario
- 18.- Razzof y su bola demoledora

- Nivel 4. La Tierra de los Muertos Furiosos
- Actos:
- 19.- La Pradera de las gemas
- 20.- La calma viene después de la tormenta
- 21.- La Torre Celestial
- 22.- Batalla Submarina
- 23.- Cultura Hippie: Romeo se mueve
- 24.- El fin de los 70's

- Nivel 5. El Desierto de los Knaaren
- Actos:
- 25.-El Temible Desierto
- 26.-El Altar de Leptys
- 27.-La cacería de los Knaaren
- 28.-El Gran Knaaren en la Arena
- 29.-El Poder de Leptys
- 30.-De vuelta al Desierto
- 31.-Cultura Hippie: Terapia de grupo

- Nivel 6. El Atajo Interminable
- Actos:
- 32.-El Cuarto de las coronas
- 33.-El Cuarto de los Espejos
- 34.-El Cuarto de los Interruptores

- Nivel 7. En lo más alto de las nubes
- Actos:
- 35.-Defendiendo el navío
- 36.-Las Alturas
- 37.-Snowbording nocturno

- Nivel 8. Cuartel General Hoodlum
- Actos:
- 38.-El Mostrador de Bienvenida
- 39.-El Cuarto de Práctica
- 40.-La Fundición
- 41.-La Horrible máquina
- 42.-La Cacería de Lava

- Nivel 9. La Torre de Leptys
- Actos:
- 43.-La Entrada
- 44.-La Subida
- 45.-Globox al volante; Suicidio
- 46.-La Pelea Final, Parte I
- 47.-La Pelea Final, Parte II

## Rayman: Hoodlums' Revenge
Es un juego a modo de spin-off exclusivo para Game Boy Advance. Puede considerarse la secuela de Hoodlum Havoc, ya que en el principio Globox sueña recordando cuando se tragó a André. No obstante, la trama tiene fallos argumentales: al final de Hoodlum Havoc, André deja de ser un Dark Lum, mientras que en Hoodlums' Revenge, André es un espíritu.

## Curiosidades
- En el Concilio de las Hadas, André le grita a un hada: "¡A volar, hada! ¡Hyrule te necesita!". En la versión de inglés dice (traducido): "¡Lárgate! ¡Zelda te necesita!" Ambas frases están dirigidas a la Princesa Zelda y al Reino de Hyrule de la saga The Legend of Zelda.
- Begoniax dice al encontrarse con Rayman por segunda vez en el nivel 3-1: "¡Otra vez el pervertido!". Esta frase casi causa que el juego sea puntuado para mayores de 10 años.
- En la versión en inglés del juego, Begoniax grita ocasionalmente "¡Maldita sea!" al ser golpeada por Rayman. Esta frase casi causa que el juego sea puntuado para mayores de 10 años.
- En la fase final "La pelea final, Parte I" Hay una puerta que está cerrada pero si se entra con 45000 puntos o más, la puerta estará abierta. Dentro habrá puntos y unos cuantos personajes que no fueron puestos, entre ellos un jefe. Un gorila o algo parecido, llamado Xowar, te debería perseguir como en un nivel del juego Crash Bandicoot y que sale en una de las fotos de cargando. Este personaje no fue incluido como jefe porque al destruir una pared cualquiera se ocasionaba un bug incorregible.
- El juego si fue puntuado por la calificación ESRB para mayores de 10 años en la versión hd del juego, aunque se desconoce por qué.
- Esta es la tercera entrega del juego donde podemos volver a ver a Rayman, que ya ha alcanzado la madurez.

## Juegos relacionados
- Rayman
- Rayman Junior
- Amazing Learning Games With Rayman
- Rayman Gold
- Rayman Brain Games
- Rayman 2: The Great Escape
- Rayman Revolution
- Rayman Golf
- Rayman Advance
- Rayman 3
- Rayman DS
- Rayman Raving Rabbids
- Rayman Raving Rabbids 2
- Rayman Raving Rabbids TV Party
- Rayman M

- Datos: Q1416931